# جبلايا اللاذقية

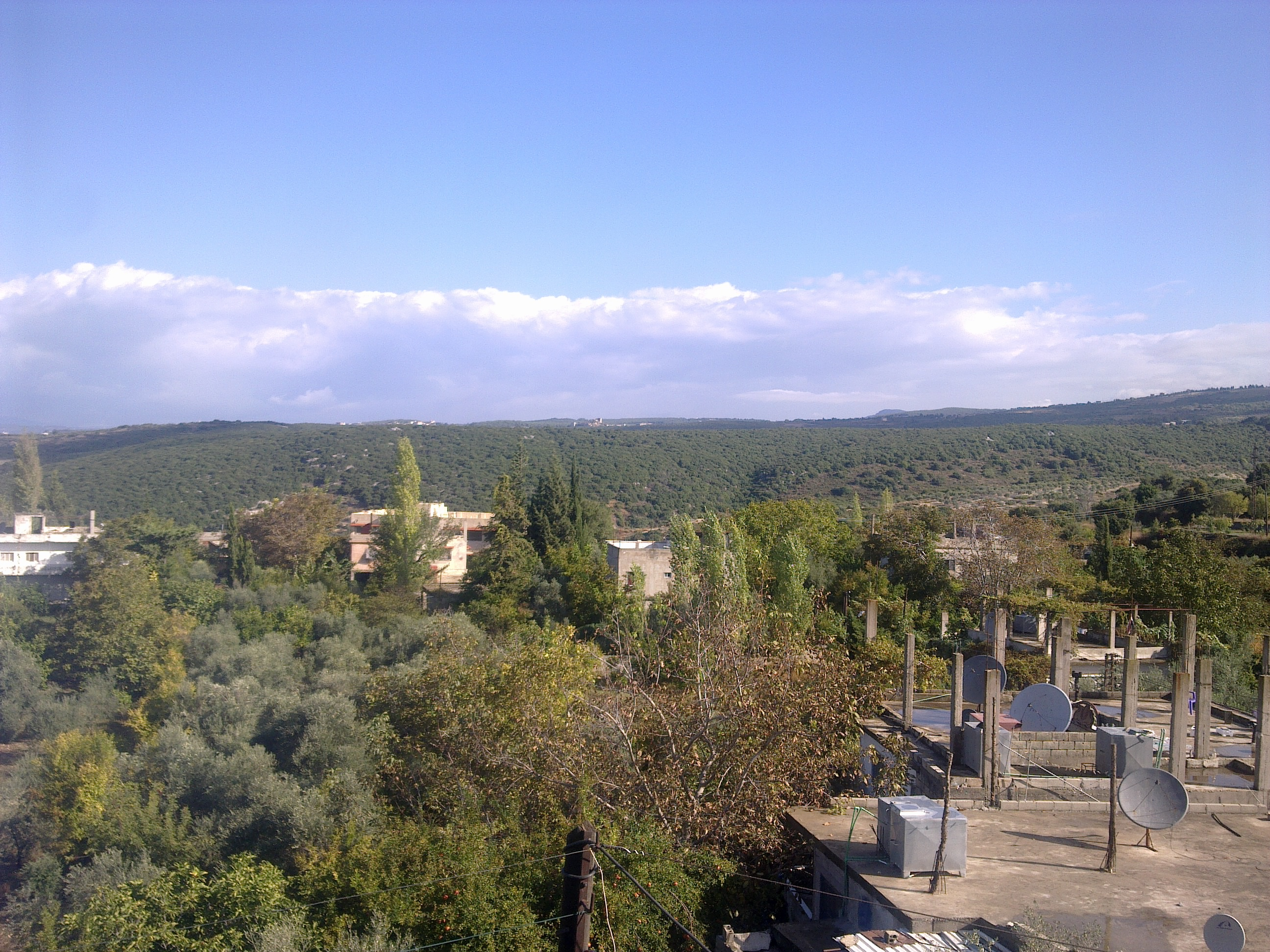
جبلايا

ارض الجرن

غابة الشيخ ظاهر

جبلايا اللاذقية قرية تتربع على السفوح الغربية لجبال اللاذقية في سورية.